# Marsdenia castillonii
Marsdenia castillonii là một loài thực vật có hoa trong họ La bố ma. Loài này được Lillo ex T. Mey. mô tả khoa học đầu tiên năm 1944.